# Diocesi di Beth Daraye

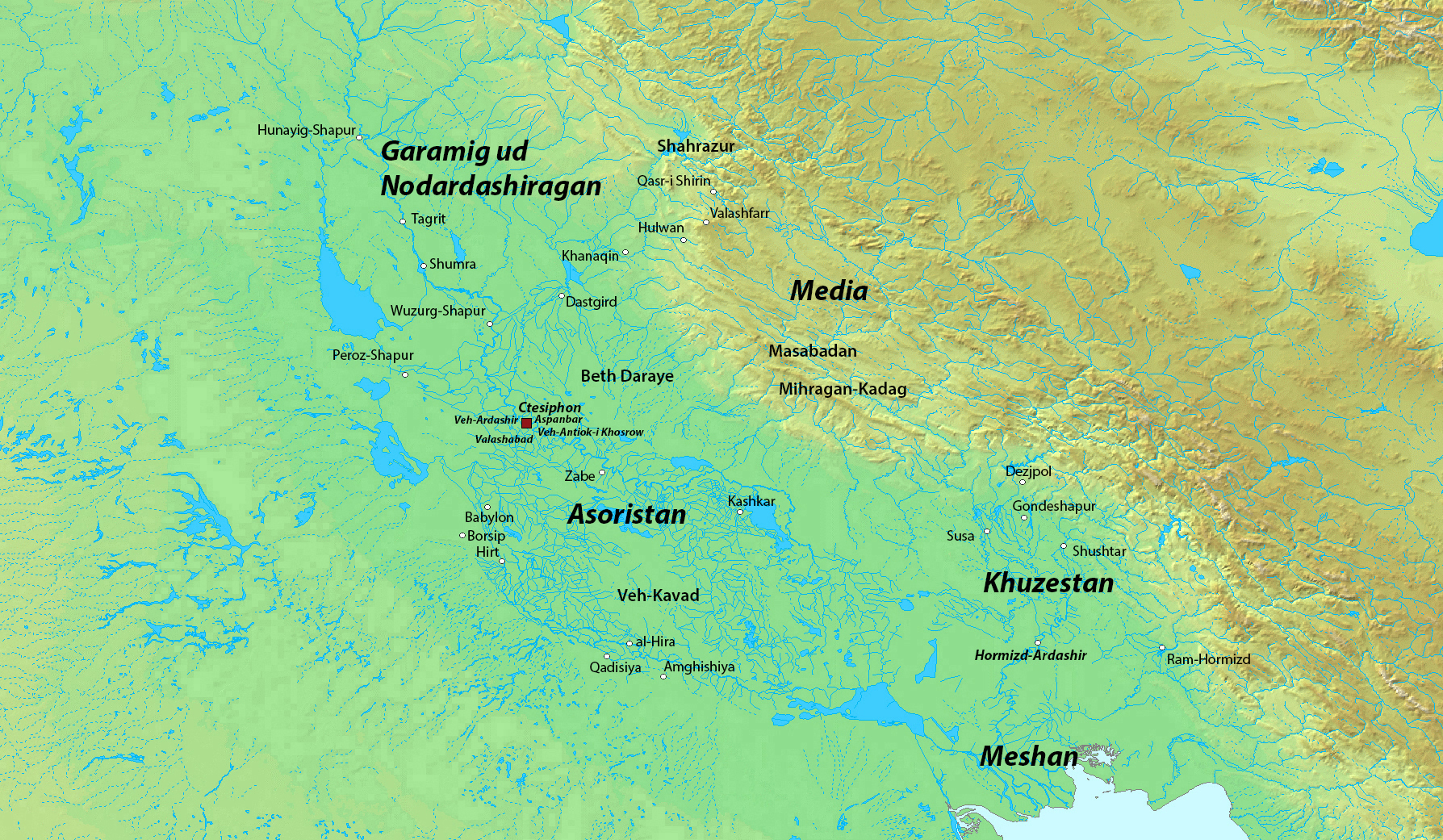
Mappa della Mesopotamia con l'indicazione della regione del Beth Daraye.

La diocesi di Beth Daraye è una antica sede della Chiesa d'Oriente, suffraganea dell'arcidiocesi di Seleucia-Ctesifonte, attestata dal V al XII secolo. La sede è indicata dalle fonti anche come diocesi di Beth Daraye e Beth Kusaye.

## Storia
Beth Daraye era un distretto che faceva parte della Mesopotamia centrale, nella provincia che le fonti ecclesiastiche chiamano Beth Aramaye, mentre quelle persiane Asuristan. Beth Daraye era anche il nome di una località identificata con il Tell al-ʿAqr, presso il villaggio di Badra, 150 km. circa a sud-est di Baghdad.
Secondo un'antica tradizione, di cui si fa portavoce Barebreo, nel Beth Daraye trovò la morte e fu sepolto san Mari, l'evangelizzatore della Mesopotamia. Nel territorio si trovava il monastero di Dayr Qunni, noto perché si credeva custodisse la tomba del santo, meta di pellegrinaggio della Chiesa d'Oriente.
Il primo vescovo documentato di Beth Daraye è Sasar, che fu presente al concilio di Markabta nel 424, convocato da Dadisho I, metropolita di Seleucia-Ctesifonte e patriarca della Chiesa d'Oriente. La diocesi faceva parte della provincia ecclesiastica di Seleucia-Ctesifonte, direttamente dipendente dal patriarca.
Sono noti un'altra decina di vescovi di quest'antica diocesi, fino agli inizi del XII secolo; l'ultimo vescovo conosciuto è Emmanuele ibn Mahdi, documentato nel 1111, epoca in cui, durante il patriarcato di Mar Elia II bar Muqli, la diocesi fu unita a quelle di An-Nu'manyah e di An-Nil.

## Cronotassi dei vescovi
- Sasar † (menzionato nel 424)
- Yazdegerd † (menzionato nel 486)
- Brikhishoʿ † (menzionato nel 497)
- Marqos † (menzionato nel 544)
- Yohannan † (menzionato nel 554)
- ʿAbda † (prima del 596/602 - dopo il 605)
- Daniele † (menzionato nel 790)[6]
- Mikha'il † (menzionato nel 900)[7]
- Simone † (inizio dell'XI secolo)
- Anonimo † (menzionato nel 1028)[8]
- Emmanuele ibn Mahdi † (menzionato nel 1111)